# Amt Frankenhausen
Das Amt Frankenhausen war ein Gerichts- und Verwaltungsbezirk in der Schwarzburg-Rudolstädter Unterherrschaft mit Sitz in Frankenhausen.

## Geschichte
Das Amt Frankenhausen wurde 1340 von den Schwarzenburger Grafen aus dem Besitz der Grafen von Beichlingen erworben. Es war ein wettinisches Lehen, seit 1485 bei der albertinischen Linie. 1815 ging die Lehnherrschaft auf Preußen über und wurde 1819 abgelöst. 1340 war das Amt im Besitz von Schwarzburg-Blankenburg, 1574 ging es an Schwarzburg-Frankenhausen und 1599 an Schwarzburg-Rudolstadt über.
Das Amt Arnsburg galt ab dem 18. Jahrhundert als Teil des Amtes Frankenhausen (siehe dort). 1825 wurde das Amt um das Amt Ichsted erweitert.

## Umfang
Das Amt Frankenhausen umfasste die Orte:
- Borxleben (seit etwa 1825, vorher Amt Ichstedt)
- Esperstedt
- Frankenhausen-Altstadt
- Göllingen
- Ichstedt (seit etwa 1825, vorher Amt Ichstedt)
- Rathsfeld (Jagdschloss und Forsthaus)
- Ringleben
- Rottleben
- Seehausen
- Thalleben
- Udersleben

## Aufgaben
Das Amt Frankenhausen war zunächst Gericht erster Instanz und gleichzeitig untere Verwaltungsbehörde. Eine Trennung der Rechtsprechung von der Verwaltung war nicht gegeben.
Die Märzrevolution führte auch in Schwarzburg-Rudolstadt zur Forderung nach Abschaffung der Patrimonialgerichte und zur Trennung von Rechtsprechung und Verwaltung.
Am 1. Juli 1850 traten die Organisationsgesetze in Kraft, die das Gerichtswesen grundsätzlich änderte. Rechtsgrundlage war das Gesetz wegen künftiger Einrichtung der Rechtspflege vom 1. Mai 1850 und das Gesetz über die Zuständigkeit der Gerichte und über den Instanzenzug in bürgerlichen Rechtsstreitigkeiten. Damit waren die Patrimonialgerichte abgeschafft und Verwaltung und Rechtsprechung getrennt worden.
Das Amt Frankenhausen war nun ein reines Justizamt, also Gericht erster Instanz mit einem Justizamtmann als Einzelrichter. Aufgrund seiner Größe wurde es in das Justizamt Frankenhausen I und Frankenhausen II geteilt. 1853 wurden diese beiden Justizämter zum Justizamt Frankenhausen zusammengefasst. Darüber stand das (gemeinsame) Kreisgericht Sondershausen. Die Verwaltungsaufgaben waren an das neu geschaffene Landratsamt Frankenhausen übergegangen.
In der Reaktionsära wurde die Trennung von Rechtsprechung und Verwaltung aus Kostengründen wieder in Frage gestellt. Die Verordnung über die Organisation der unteren Landesverwaltungsbehörden vom 1. Mai 1858 hob die Landratsämter auf und überwies den Justizämtern die Verwaltungsaufgaben. Auf Wunsch des Landtags wurden mit Gesetz vom 7. Februar 1868 die Landratsämter wieder hergestellt und die Gerichte wieder von den Verwaltungsaufgaben befreit.
Im Rahmen der Einführung der Reichsjustizgesetze wurde das Amt Frankenhausen in das Amtsgericht Frankenhausen umgewandelt.